# Sous la griffe (film, 1935)
Pour plus de détails, voir Fiche technique et Distribution.
Sous la griffe est un film français réalisé par Christian-Jaque et sorti en 1935.

## Synopsis
Nikita, un directeur de cirque, également dompteur, a recueilli une petite fille abandonnée, Pierrette. Des années plus tard, Nikita est devenu amoureux de la belle jeune femme et lui demande de l'épouser.

## Fiche technique
- Réalisation : Christian-Jaque
- Scénario :  Gregory Ratoff
- Adaptation / Dialogue :  Charles Spaak
- Photographie : Willy Faktorovitch et Léo Mirkine (photographe de plateau)
- Son : Robert Teisseire
- Montage : William Barache
- Musique : Jacques Météhen (sous le pseudonyme de John Ellsworth)
- Société de production : Productions Sigma
- Directeur de production : Jean-Pierre Frogerais
- Pays :  France
- Format : Noir et blanc - Son mono - 1,37:1
- Durée : 95 minutes
- Date de sortie : 
  - France : 15 novembre 1935

## Distribution
- Constant Rémy : Nikita
- Madeleine Ozeray : Pierrette
- José Noguero : Harry Trelawnay
- Christiane Delyne : Zita
- Raymond Cordy : Corn
- Colette Borelli : Pierrette, enfant
- Nita Raya : Gaby
- Raymond Aimos : Marcel
- Charles Lemontier : Pietro
- Lino Carienzo : José
- Paul Ichac
- Georges Serrano
- Eugène Stuber
- Joan Tanya